# Parafia św. Urszuli w Lubeni
Parafia św. Urszuli w Lubeni − parafia rzymskokatolicka znajdująca się w diecezji rzeszowskiej, w dekanacie Tyczyn. 
Pierwsza wzmianka w źródłach historycznych, o powstaniu parafii, pochodzi z roku 1392. Kilkakrotnie we wsi wznoszono drewniane kościoły, które jednak ulegały zniszczeniu. Ostatni, modrzewiowy, zbudowany w roku 1745 został przeniesiony do Straszydla. W jego miejsce w latach 1926–1931 zbudowano obecny kościół murowany. Świątynia została poświęcona w 1931 r., konsekrowana w 1939 r.